# Цанев, Ангел
Ангел Минев Цанев (болг. Ангел Минев Цанев; 1 ноября 1912, Варна — 10 апреля 2003, София) — болгарский коммунистический политик, участник партизанского движения 1940-х годов, руководитель Военного отдела ЦК БКП во второй половине 1960-х. Министр внутренних дел НРБ в 1971—1973. Считался представителем интересов КГБ СССР в ЦК БКП и правительстве НРБ. Отстранён от должности по обвинению в злоупотреблениях служебным положением.

## Агитатор, партизан, функционер
С 1930 служил в царском ВМФ. В 1933 вступил в компартию. Был приговорён к 5 годам тюрьмы за коммунистическую пропаганду на флоте. Освобождён в 1938, на следующий год возглавил партийную организацию в Варне. Вновь осуждён в 1941 на 15 лет. В 1943 бежал. Командовал партизанским отрядом в Попово.
В 1944, после прихода к власти БКП, Ангел Цанев руководил парторганизацией Варны. До 1951 был генеральным инспектором войск МВД, возглавлял политотдел службы трудовой повинности, командовал строительными войсками.

## В партийном руководстве
В 1951—1953 и 1956—1961 Ангел Цанев — заместитель министра внутренних дел НРБ. В 1953—1956 возглавлял силы территориальной ПВО. В 1961—1965 — первый заместитель министра строительства.
С 1962 Цанев — член ЦК БКП. В 1965 возглавил военный отдел ЦК. На этом посту он пытался отстаивать принципы «социалистической законности», противопоставляя их «необоснованным преследованиям периода культа личности». В частности, в директиве Цанева окружным комитетам БКП подчёркивалось, что агентурно-оперативная и следственная деятельность МВД и госбезопасности должна вестись под контролем партийных органов. Это входило в противоречие с установками министра внутренних дел Дико Дикова и руководителя Комитета госбезопасности Ангела Солакова, полугодом ранее получивших от политбюро ЦК БКП значительное расширение полномочий в части вербовки и арестов членов партии. Позиция Цанева отражала опасения партийного аппарата перед усилением аппарата карательного — следствием недавней попытки государственного переворота.
С 1966 Ангел Цанев — кандидат в члены политбюро. В 1973 некоторое время являлся заместителем председателя Государственного комитета обороны НРБ (орган контроля над военной промышленностью и оборонной политикой).

## Во главе МВД
В 1971 Ангел Цанев был назначен министром внутренних дел, возглавив таким образом правоохранительные органы и спецслужбы НРБ. Он сменил на этом посту Ангела Солакова, отстранённого генеральным секретарём Тодором Живковым из-за различия в футбольных предпочтениях, трений с руководством КГБ СССР, конкуренции с заместителем министра Мирчо Спасовым (главная креатура Живкова в карательных органах) и опасений в связи с возможной самостоятельностью. Предполагалось, что Цанев будет более управляемым.
Однако Цанев тоже проявил излишнюю самостоятельность и имел противоречия со Спасовым, что вызвало недовольство Живкова. Кроме того, он установил настолько тесные связи с советским КГБ, что рассматривался в болгарском партийно-государственном руководстве как представитель Юрия Андропова и Виктора Чебрикова.

## Отставка
Назначение Цанева состоялось приблизительно за полгода до гибели в результате несчастного случая министра иностранных дел НРБ Ивана Башева. Это породило слухи и версии, бытующие по сей день (якобы Башевым были недовольны в Москве, и Цанев имел отношение к случившемуся). При этом Цанев занимался распределением квартир и других материальных благ, что создавало повод для привлечения к ответственности.
В 1973 на заседании политбюро Ангел Цанев был отстранён от министерской должности и выведен из партийного руководства с формулировкой «за использование служебного положения в целях личной выгоды, нарушение партийных принципов и коммунистической морали».

## Исключение
После отставки Цанев не проявлял политической активности. В апреле 1990, уже после отстранения Живкова от власти, Цанев был исключён из БСП (партии-преемника БКП) по инициативе Петра Младенова. Этот жест демонстрировал «избавление партии от живковского наследия».
Скончался Ангел Цанев в возрасте 90 лет.